# František Klečka
František Klečka (1917 Luleč – 1988) byl český odbojář a zpravodajec.

## Život
Pocházel z obce Luleč v okrese Vyškov. Před 2. světovou válkou vystudoval ve Francii prestižní hotelovou školu École supérieure les garçons, mluvil plynně francouzsky a německy. Na činnost antifašistického zpravodajce byl vybrán a připravován v Brně už před okupací. Za 2. světové války pracoval nejprve pro československou špionážní síť Avala-Modrý kruh, později pro špionážní síť Rudá kapela (Rote Kapelle), bojující proti Třetí říši.
V Polsku sloužil jako stolník u protektora Hanse Franka, v rakouském Walesu pomáhal českým letcům utíkat do zahraničí, v Bavorsku pracoval jako vrchní opravář elektromotorů při budování Hitlerova sídla v Berghofu, kde osobně mluvil s Evou Braunovou a viděl Adolfa Hitlera. Na atlantickém pobřeží Francie se jako deratizátor pověřený odvšivováním ubikací pohyboval mezi těmi, kdo budovali obranný val, zejména mezi jednotkami Wehrmachtu, a od vojáků získával informace o výzbroji a uspořádání pevností, které předával dál. Ve Francii se dostal do kontaktu s francouzským odbojem, kterému díky dokladům, osvědčujícím, že pracuje pro Wehrmacht, pomáhal převážet materiál a účastnil se i útoku na německý transportní vlak. Tím si získal důvěru a po rozhovoru s velitelem špionážní organizace Rudá kapela Leopoldem Trepperem se stal součástí této organizace. Ke spolupráci s Rudou kapelou přivedl i svého bratra Vojtěcha Klečku. Po rozbití Rudé kapely pokračoval ve spolupráci s francouzským odbojem, podílel se na osvobození několika zajatých vojáků Rudé armády. Na žádost z Londýna zkoumal podloží na plážích, kde později proběhlo vylodění, a odebíral vzorky písku, které byly odesílány do Anglie. 3. září 1943 při rutinní kurýrní cestě do Prahy byl náhodně zadržen kvůli přestřelce, se kterou neměl nic společného. Přestože měl všechny doklady v pořádku, včetně úředního povolení k držení pistole, vzbudil podezření větší obnos říšských marek a francouzských franků, a pražské gestapo se rozhodlo jej důkladně prověřit. Byl zadržován až do 21. září 1944, kdy byl propuštěn a podepsal reverz, že s ním bylo dobře zacházeno. Za pomoci vídeňských antifašistů přešel v dubnu 1945 frontu a dal se do služeb Rudé armády. Později v Bratislavě přešel k československé armádě, se kterou se vrátil do Brna, kde jeho činnost začala.
Po skončení války prováděl pro nový režim špionáž v zahraničí. Na počátku roku 1948 byl na cestě z Paříže zadržen v Německu jako šéf-agent československé zpravodajské služby a předán Američanům. Byl vyslýchán CIC (Counterintelligence Cops, zpravodajská služba armády Spojených států) a následně byl v neveřejném procesu odsouzen na 20 let. Od 17. února 1949 byl vězněn ve věznici pro válečné zločince v bavorském Landsbergu spolu s nejvyššími pohlaváry Třetí říše. 26. června 1952 byl v rámci výměny za amerického občana majora[zdroj⁠?!] Oatise předčasně propuštěn a vrátil se do Československa.
František Klečka nabídl svému bratrovi Vojtěchovi, který byl antikomunista a byl v roce 1950 odsouzen na doživotí za špionáž ve prospěch CIC (Counterintelligence Cops, zpravodajská služba armády Spojených států), prominutí trestu, pokud bude pracovat pro československé obranné zpravodajství. Vojtěch Klečka však nabídku odmítl. S bratrem se nikdy neusmířil.
Životní příběh Františka Klečky byl zpracován v knize Stínohra, 13 let československým zpravodajcem.